# Estación de Muro (Portugal)
La Estación Ferroviaria de Muro, originalmente clasificado como Apeadero de Muro, e igualmente conocido como Apeadero de S. Cristóvão do Muro, fue una plataforma de la Línea de Guimarães, que servía a la localidad de Muro, en el ayuntamiento de Trofa, en Portugal.

## Historia
Esta fue una de las plataformas originales, con la categoría de apeadero, de la Línea de Senhora da Hora a Trofa, inaugurada por la Compañía de los Ferrocarriles del Norte de Portugal el 21 de marzo de 1932; después de su apertura, fue utilizada por servicios completos, en los regímenes de baja y alta velocidad, realizados de forma interna y combinada. El comboi inaugural transitó por aquí, siendo la guardia de honor desempenhada por la banda de música del Asilo del Tercio. En este momnto, este apeadero también era conocido como S. Cristovam do Muro.